# Dares ziegleri
Dares ziegleri är en insektsart som beskrevs av Oliver Zompro och Fritzsche 1999. Dares ziegleri ingår i släktet Dares och familjen Heteropterygidae. Inga underarter finns listade i Catalogue of Life.